# Шалин, Владимир Радиевич
 Влади́мир Ра́диевич Ша́лин (28 марта 1965, Москва — 9 июня 2011, там же) — советский футболист, нападающий. Выступал за «Динамо» и «Факел».

## Биография
Начинал карьеру в московском «Динамо». Сначала выступал за юношескую и молодёжную команду. Затем Адамас Голодец пригласил его в дублирующий состав. С 1982 по 1985 год Владимир играл в основном составе, но провёл всего два матча. В 1984 он сыграл против «Спартака» и в 1985 против «Днепра». В 1986 Шалин играл за дублирующий состав «бело-голубых», в 1987 за «Динамо-2» во второй лиге. В августе он ушёл в «Факел». Из-за травмы был вынужден завершить карьеру в 23 года.
После окончания выступлений стал тренером. В 1988 возглавил СДЮСШОР «Трудовых резервов», затем с 1988 по 2002 год работал со СДЮСШОР «Динамо». В 2000-х тренировал молодёжный состав динамовцев. Дважды приводил их к победе в турнире дублёров РФПЛ.
Владимир Шалин умер в 2011 году, он похоронен в Москве, на Троекуровском кладбище (участок 6а, рядом с отцом — Радием Шалиным).

## Семья
Отец Шалина был известным учёным-материаловедом, членом-корреспондентом РАН, лауреатом Ленинской и ряда других государственных премий.